# Ёкосука (княжество)

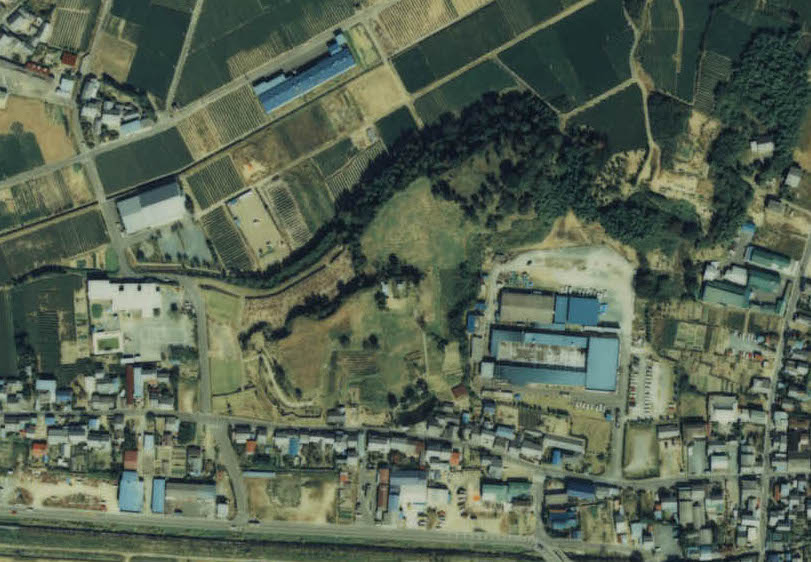
Замок Ёкосука

Княжество Ёкосука (яп. 横須賀藩 Ёкосука-хан) — феодальное княжество (хан) в Японии периода Эдо (1601—1868). Ёкосука-хан располагался в провинции Тотоми (современная префектура Сидзуока) на острове Хонсю.

## История
Административный центр — замок Ёкосука (район Мацуо в современном городе Какегава в префектуре Сидзуока).
В феврале 1601 года Осуга Тадамаса (1581—1607), даймё Курури-хана в провинции Кадзуса, был переведен своим сюзереном Токугава Иэясу в провинцию Тотоми, где он получил во владение домен с доходом 55 000 коку риса. Осуга Тадамаса был сыном хранителя замка Ёкосука и был переведен Тоётоми Хидэёси вместе с Токугава Иэясу в регион Канто. В нестабильный период после смерти Тоётоми Хидэёси Осуга Тадамаса был активным сторонником Токугава Иэясу. В 1607 году ему наследовал его сын, Сакикабара (Осуга) Тадацугу (1605—1665), 2-й даймё Ёкосука-хана в 1607—1615 годах. В декабре 1615 года Тадацугу был переведён из Ёкосука-хана в Татэбаяси-хан в провинции Кодзукэ (110 000 коку риса), а Ёкосука-хан перешел под прямое управление сёгуната.
В октябре 1619 года Мацудайра Сигэкацу (1549—1621) был переведен из Сэкиядо-хана в провинции Симоса в княжество Ёкосука с доходом в 26 000 коку риса. Его сын, Мацудайра Сигэтада (1570—1626), бывший каштелян замка Осака, в 1621 году стал 2-м даймё Ёкосука-хана с доходом в 40 000 коку риса. В 1622 году Мацудайра Сигэтада был переведен в Каминояма-хан в провинции Дэва.
В 1622 году новым правителем Ёкосука-хана стал родзю Иноуэ Масанари (1577—1628), получивший доход в 52 000 коку. Его сын и преемник, Иноуэ Масатоси (1606—1675), в 1628 году унаследовал только 47 500 коку риса, а остальные 5000 коку, были пожалованы его младшему брату. Тем не менее, за участие в деле Токугава Таданага он получил 2500 коку риса от сёгуна Токугава Иэямицу. В 1645 году Иноуэ Масатоси был переведен в Касама-хан в провинции Хитати.
В 1645 году следующим правителем замка Ёкосука стал Хонда Тосинага (1635—1693), который ранее был даймё Окадзаки-хана в провинции Овари (в 1645). Хонда оказался очень непопулярным даймё, он игнорировал вопросы управления, проводя время с проститутками и употребляя саке, не слушал своих советников и создал сеть шпионов по всему княжеству. В 1681 году после значительного увеличения налогов и подписания 100 смертных приговоров, княжество пострадало от тайфуна, после чего население подняло восстание. Хонда Тосинага был арестован по приказу сёгуна и заключен в тюрьму в замке Эдо, обвиненный в 23 должностных преступлениях. Тем не менее, позднее он был помилован и назначен даймё Мураяма-хана в провинции Дэва (10 000 коку риса). После этого инцидента даймё княжество был назначен Нисио Таданари (1653—1713), который ранее был правителем Танака-хана в провинции Суруга и Коморо-хана в провинции Синано. Его потомки управляли Ёкосука-ханом в течение следующих восьми поколений до Реставрации Мэйдзи.
В период Кёхо (1716—1736) население княжества насчитывало 2644 человека, а в период Кэйо (1865—1868) численность населения составляла 2525 человек.
Главной резиденцией княжества Ёкосука в Эдо была Сото-Сакура (в настоящее время — район Касумигасэки в Токио).
В течение периода Бакумацу последний (8-й) даймё Нисио Тадаацу (1861—1868), первоначально пытался сохранить нейтралитет, но позже перешел на сторону имперской армии. В феврале 1869 года новое правительство Мэйдзи перевело его из Ёкосуки в Ханабуса-хан в провинции Ава. А Ёкоксука-хан был включен в состав нового Сидзуока-хана, созданного для отставного сёгуна Токугава Ёсинобу.

## Список даймё
| #                                                     | Имя и годы жизни                                          | Годы правления | Титул                                  | Ранг      | Доходы      |
| ----------------------------------------------------- | --------------------------------------------------------- | -------------- | -------------------------------------- | --------- | ----------- |
| Род Осуга, 1601—1619 (фудай-даймё)[1]                 |                                                           |                |                                        |           |             |
| 1                                                     | Осуга Тадамаса (1581-1607)[2] (яп. 大須賀忠政)            | 1601-1607      | Дэва-но-ками (出羽守)                  | 従五位下  | 60,000 коку |
| 2                                                     | Сакакибара (Осуга) Тадацугу (1605-1665)[3] (яп. 榊原忠次) | 1607-1615      | Сикибу-но-сукэ (式部大輔); Jijū (侍従) | 従四位下  | 26,000 коку |
| Род Мацудайра (ветвь Номи) 1619—1622 (фудай-даймё)[1] |                                                           |                |                                        |           |             |
| 1                                                     | Мацудайра Сигэкацу (1549-1621)[4] (яп. 松平重勝)          | 1619-1621      | Осуми-но-ками (大隈守)                 | 従五位下  | 26,000 коку |
| 2                                                     | Мацудайра Сигэтада (1570-1626)[5] (яп. 松平重忠)          | 1621-1622      | Танго-но-ками (丹後守)                 | 従五位下  | 26,000 коку |
| Род Иноуэ, 1622—1645 (фудай-даймё; 52,000)[1]         |                                                           |                |                                        |           |             |
| 1                                                     | Иноуэ Масанари (1577-1628) (яп. 井上正就)                 | 1622-1629      | Кадзуэ-но-ками (主計頭)                | 従五位下  | 52,500 коку |
| 2                                                     | Иноуэ Масатоси (1606-1675)[6] (яп. 井上正利)              | 1628-1645      | Кавати-но-ками (河内守)                | 従五位下  | 50,000 коку |
| Род Хонда, 1645—1682 (фудай-даймё)[1]                 |                                                           |                |                                        |           |             |
| 1                                                     | Хонда Тосинага (1625-1693)[7]                             | 1645-1681      | Этидзэн-но-ками (越前守)               | 従五位下  | 40,000 коку |
| Род Нисио, 1682—1868 (фудай-даймё)[1]                 |                                                           |                |                                        |           |             |
| 1                                                     | Нисио Таданари (1653-1713)[8] (яп. 西尾忠成)              | 1682-1713      | Оки-но-ками (隠岐守)                   | 従五位下  | 25,000 коку |
| 2                                                     | Нисио Таданао (1689-1760) (яп. 西尾忠尚)                  | 1713-1760      | Оки-но-ками (隠岐守); Jijū (侍従)      | 従四位下  | 35,000 коку |
| 3                                                     | Нисио Тадамицу (1716-1760) (яп. 西尾忠需)                 | 1760-1782      | Мондо-но-со (主水正)                   | 従四位下  | 35,000 коку |
| 4                                                     | Никио Тадаюки (1749-1801) (яп. 西尾忠移)                  | 1782-1801      | Оки-но-ками (隠岐守)                   | 従五位下  | 35,000 коку |
| 5                                                     | Нисио Тадаёси (1768-1831) (яп. 西尾忠善)                  | 1801-1829      | Oки-но-ками                            | 従五位下  | 35,000 коку |
| 6                                                     | Нисио Тадаката (1811-1857) (яп. 西尾忠固)                 | 1829-1843      | Oки-но-ками (隠岐守)                   | 従五位下) | 35,000 коку |
| 7                                                     | Нисио Тадасака (1821-1861) (яп. 西尾忠受)                 | 1843-1861      | Oки-но-ками (隠岐守)                   | 従五位下) | 35,000 коку |
| 8                                                     | Нисио Тадаацу (1850-1910)[9] (яп. 西尾忠篤)               | 1861-1868      | Oки-но-ками (隠岐守)                   | виконт    | 35,000 коку |